# Heinz Körner
Heinz Körner (2. lipnja 1893. – 8. prosinca 1961.) je bio austrijski nogometaš i trener.

## Karijera

### Igrač
Kao igrač, Körner je nastupao samo za bečki "Rapid", u kratkom razdoblju od 1911. do 1921. godine. S klubom nije postigao nikakve uspijehe, i ostao je većinom nepoznat kao igrač.

### Trener
Körner je trenersku karijeru započeo u Stuttgarter Kickersu i nastavio u Düsseldorferu FK. 1935., odlazi u Švicarsku, gdje je trenirao Aarau i Basel. U Njemačku se vratio 1937. godine, i do kraja karijere je trenirao Bayern München i Düsseldorfer FK. Nakon punih deset godina od umirovljenja vraća se u Düsseldorf i ponovo trenira Fortunu Düsseldorf (Düsseldorfer FK se preimenovao u Fortuna Düsseldorf). Karijeru je završio 1953. godine.

## Vanjske poveznice
- Profil na "weltfussball.de"